# Youku
Youku (chino simplificado: 优酷, chino tradicional: 優酷, pinyin: Yōukù), literalmente "excelente y fresco", es un sitio web para alojamiento de vídeos con sede en la República Popular China.

## Historia
Youku fue creado por Victor Ku, antiguo presidente de Sohu. Una versión beta fue lanzada en junio de 2006, y el sitio web fue lanzado oficialmente en diciembre de 2006. En 2007, la empresa recibió 25 millones de dólares en fondos de capital de riesgo. Youku.com se clasificó como nº 1 en el vídeo chinos que comparten el sector por parte de China de la Sociedad Internet, y Baidu iResearch usuario Index. En 2008, Youku se asoció con MySpace en China. En ese año, Youku se convirtió en el único proveedor de vídeo en línea integrados en la edición china de la popular navegador web Mozilla Firefox.
Youku ha trabajado con Linkool Internacional, Youku, Baidu, Sina y la música, y tiene una aplicación iPhone , Android y HarmonyOS.
Se prevee una apertura al mercado Hispano en 2022 donde la plataforma también contara con su versión en Idioma español, donde se espera tenga el mismo alcance que la aplicación TikTok y tenga un buen recibimiento como alternativa a otras plataformas similares en la región.

## Características
Youku permite a los usuarios subir vídeos, independientemente de su longitud y cuenta actualmente con más de 161 millones de vídeos. Youku se ha asociado con una serie de estaciones de televisión, cine y empresas de producción de televisión en China, que regularmente suben el contenido de sus medios en el sitio. Según una encuesta de Compete.com, el sitio atrajo a por lo menos 6,5 millones de visitantes en 2008.
Videoteca Youku incluye muchas películas populares completas y episodios de televisión de Occidente. Los televidentes de todo el mundo pueden ver estas películas en Youku de forma gratuita, aunque a menudo con subtítulos en chino. Otros sitios populares como Youtube no puede mostrar este contenido debido a las restricciones de derechos de autor, pero estas leyes o no existen en China o se aplican mal, lo que aprovecha Youku para difundir contenido con derechos de autor, sin licencia, en su sitio web.
Youku está creciendo en popularidad con la población extranjera de China y por el Proyecto Escudo Dorado que actualmente bloquea a YouTube.
Como Youku es una red donde cualquiera puede subir vídeos, muchos vídeos son los mismos que en otras redes sociales de vídeos.
En Youku los vídeos están por secciones: vídeos, de música, de coches, de animación, de televisión, de cine, etc.